# Gandra (Ponte de Lima)
Gandra, ou São Martinho da Gandra, é uma povoação portuguesa sede da Freguesia de Gandra do Município de Ponte de Lima, freguesia com 4,32 km² de área e 1065 habitantes (censo de 2021), tendo, por isso, uma densidade populacional de 246,5 hab./km².

## Demografia
A população registada nos censos foi:
| Distribuição da População por Grupos Etários | Distribuição da População por Grupos Etários | Distribuição da População por Grupos Etários | Distribuição da População por Grupos Etários | Distribuição da População por Grupos Etários |
| -------------------------------------------- | -------------------------------------------- | -------------------------------------------- | -------------------------------------------- | -------------------------------------------- |
| Ano                                          | 0-14 Anos                                    | 15-24 Anos                                   | 25-64 Anos                                   | > 65 Anos                                    |
| 2001                                         | 176                                          | 174                                          | 582                                          | 209                                          |
| 2011                                         | 137                                          | 121                                          | 581                                          | 269                                          |
| 2021                                         | 112                                          | 92                                           | 539                                          | 322                                          |

## História
A referência a Gandra mais antiga da qual se tem conhecimento é datada de 1154 e encontra-se numa escritura do Mosteiro de Vimieiro. Gandra é posteriormente citada nas Inquirições de D. Afonso II de 1220, designada por "De Sancto Martino de Gandera" e pertencente à Terra de Penela. No reinado de D. Dinis, ano de 1320, S. Martinho de Gandra aparece como a igreja com a menor taxação da Terra de Penela a ser paga ao arcepisbado de Braga, com o valor de 20 libras. Em 1528, ainda parte da Terra de Penela, Gandra é listada no Livro dos Benefícios e Comendas com um rendimento de 12 mil reis.
Em tempos, que não vão longe, a passagem ou travessia de barco que se realizava entre as duas margens do rio Lima, desta freguesia para o cais do Carregadouro em Jolda (São Paio) do Município de Arcos de Valdevez, davam uma especial notoriedade a Gandra devido à importância económica que este facto representava para esta freguesia.